# Австрийска революция (1848 – 1849)
Австрийската революция от 1848 – 1849 г. е революция в Австрийската империя измежду европейските революции през 1848 – 1849 г.
Избухва през март 1848 г. непосредствено след манифеста на Комунистическата партия, във Френската и Германската революции.
Австрийската революция се състои от няколко отделни национални революции в съставните части на империята:
1. Унгарска революция 1848/49;
2. Чешка революция 1848/49;
3. Хърватска революция 1848/49;
4. Революция във Войводина 1848/49;
5. Революция в Трансилвания 1848/49;
6. Словашка революция 1848/49;
7. Революция в Галиция 1848/49;
8. Словенска революция 1848/49;
9. Революция в Далмация и Истрия 1848/49;
10. Революция в Ломбардия и Венеция 1848/49, като част от Италианската революция 1848/49;

## Причини
Австрийската империя към края на управлението на Клеменс фон Метерних (1815 – 1846), се оказва в състояние на дълбока криза. Политическата система, основана на запазване на старите порядки, поддържането на абсолютизма, централизацията на властта и бюрокрацията, вече не отговаря на изискването на съвремието си: в Австрия и Чехия бурно се развива промишлеността и банковата сфера, укрепва се националната буржоазия, започва културен подем сред народите на империята, съпроводен с нарастване на влиянието на интелигенцията и развитие на националните движения. От 36 милиона граждани на империята, австрийците са малцинство (малко над 20%), докато останалите народи – унгарци, чехи, италианци, поляци, хървати, словаци, румънци, русини, украинци и словенци се намират в подчинено положение, нямат национална автономия и са подложени на политика на германизация. През 40-те години на 19 век се засилват националните движения на народите на империята, чиито главни цели стават признаването на националния език и предоставяне на културно-политическа автономия. Особено широк размах тези движения получават в Кралство Ломбардия-Венеция (дейността на групата „Млада Италия“ на Джузепе Мацини), Чехия (движението за национално възраждане и възстановяване правата на чешкия сейм, начело с Франтишек Палацки), и Унгария („Движение за реформи“ на Ищван Сечени и Ференц Деак).
През 1846 г. в Австрия се разразява икономическа криза: много предприятия банкрутират, рязко нараства безработицата и спада платежоспособността на населението, в някои селски райони започва да се шири глад. Правителството остава пасивно и не предприема енергични мерки за изход от кризата. На 21 февруари 1846 г. в Краков, който по това време е независима република, избухва въстание в поддръжка на възстановяването на Полша и с лозунги за радикални антифеодални реформи. Практически едновременно с него, започва и въстание на селяните в Галиция, завършило с брутално потушаване, известно като „Галицийското клане“. Правителството успява да използва украински селяни за потушаванена Краковското въстание, и скоро Краков е присъединен към Австрийската империя. В същото време, в Италия по инициатива на папа Пий IX, започват либерални реформи – в Тоскана и Папската област е дадена свобода на печата, което способства за нов подем на италианското национално движение, в това число и в австрийските владения, с искането за обединяване на Италия. През септември 1847 г. започват сблъсъци между италианските демонстранти и австрийската полиция в Ломбардия, които бързо придобиват ожесточен характер с много жертви и на 24 февруари в кралство Ломбардия-Венеция е въведено военно положение.